# Ça va faire mal !
Ça va faire mal ! is een Franse film uit 1982.

## Plot
Vladimir, een filmproducent gaat failliet, hierdoor wordt hij door Léopold, een inspecteur van de fiscus in de gaten gehouden. Maar niet goed genoeg, waardoor Vladimir veel geld aanneemt van een persoon die baas is bij een autogarage, om zo te ontsnappen aan de politie. Maar voor dat geld krijgt hij een opdracht, hij moet een erotische film opnemen.

## Cast
| Acteur             | Personage      |
| ------------------ | -------------- |
| Daniel Ceccaldi    | Léopold        |
| Henri Guybet       | Vladimir       |
| Bernard Menez      | François Léaud |
| Patrice Minet      | Valentin       |
| Caroline Berg      | Pamela         |
| Kathie Kriegel     | Athalie        |
| Hubert Deschamps   | Henri          |
| Corinne Corson     | Lili           |
| Bernard Cazassus   | Garagehouder   |
| Pierre Doris       | Dierenarts     |
| Bernard Musson     | M. Ficelle     |
| Marie-Pierre Casey | Madeleine      |
| Isabelle Mergault  | Gina           |